# Boettcheria latisterna
Boettcheria latisterna är en tvåvingeart som beskrevs av Parker 1914. Boettcheria latisterna ingår i släktet Boettcheria och familjen köttflugor. Inga underarter finns listade i Catalogue of Life.